# Mario Buda
Mario Buda, alias "Mike Boda", (Savignano sul Rubicone, provincia de Forli, 1884-1963) fue un anarquista italiano, partidario de la Autodefensa Armada.

## Primeros años
Después de haber terminado estudios superiores, emigra a los Estados Unidos a los 23 años en 1907. Trabaja en diversos empleos: jardinero, obrero de una telefónica, albañil, obrero en una fábrica de sombreros. Pasó terribles miserias económicas, teniendo que vivir a la intemperie, regresando a Italia en 1911. En 1913 viajó nuevamente a los Estados Unidos y se radica en Roxbury, en las afueras de Boston (Massachusetts) donde trabaja como operario en el rubro del calzado. Conoció a Nicola Sacco durante la huelga de Hopedale de 1913 y a Bartolomeo Vanzetti 3 años después, en Plymouth. Se incorpora al grupo de anarquistas que integraban Sacco y Vanzetti. También se vincula con el grupo del anarquista Luigi Galleani. En su tiempo libre Mario Buda se dedicaba a la organización de tres escuelas anarquistas italianas (Modern Schools), donde se impartían enseñanzas a los inmigrantes italianos dentro de los principios libertarios y la ideología anarquista.
En 1916 fue arrestado en Boston por participar de una manifestación contra la intervención en la Primera Guerra Mundial. Al rehusarse a prestar juramento sobre la Biblia, fue condenado a 5 meses de prisión. En 1917 tuvo que huir a Monterrey junto con Sacco y Vanzetti, para no ser obligado a enlistarse en el ejército, luego de la entrada de Estados Unidos en la guerra. Convivió allí en una comunidad de anarquistas italianos que se habían instalado en suelo mexicano, y consiguió empleo en una lavandería, repartiendo su salario con los integrantes de la comunidad.

## Actividades de Autodefensa Armada
En noviembre de ese año retornó a los Estados Unidos. Allí se le imputa una atentado contra el edificio de la policía de Milwaukee el 24 de noviembre de 1917 que dejó 10 agentes y una ciudadana denunciante muertos. La respuesta de la policía fue acusar y condenar a 11 anarquistas. El juicio se demostró una farsa, ya que la mayoría de los condenados estaban detenidos desde antes de la acción.
Como consecuencia se realizó una campaña de protesta y de acciones con explosivos, aunque sin consecuencias graves. El 16 de octubre de 1918 se promulgó el decreto racista y xenófobo New Immigration Act, mediante el que se podrían expulsar a los extranjeros envueltos en actividades políticas de acción directa. La situación empeoró para los anarquistas ya que hubo gran cantidad de deportados.
Mario Buda fue uno de los militantes más activos de esta época, fabricando bombas, editando volantes y planificando acciones directas contra las autoridades. En abril de 1920 Sacco y Vanzetti fueron arrestados por un sangriento asalto en South Braintree y 11 de septiembre son acusados formalmente. El 16 de septiembre explota una bomba en un carro en Wall Street, frente al edificio del banco “Morgan & Stanley” en Nueva York. Como resultado mueren 33 personas y quedan 200 heridos. Los daños ascienden a 2 millones de dólares. 
Desde el FBI atribuyó la autoría de la acción a Mario Buda, entre otras razones porque la bomba tenía agregados trozos de metal para incrementar el efecto mortífero, práctica que habría sido una marca distintiva de Mario Buda. Cuando se inicaron las indagaciones sobre Buda, éste ya había escapado a México, trasladándose luego a Italia, a su Savignano natal.
En 1927 fue arrestado por las autoridades italianas por su actividad de acción directa, siendo confinado a la isla siciliana de Lipari, y luego en 1932 a la isla de Ponza, en el centro del mar Tirreno. Se cree que en realidad fue encarcelado de manera injustificada y solo por sus antecedentes, ya que desde su regreso a Italia, no habría salido del pueblo donde residía, y se habría dedicado a la fabricación y venta de calzado. 
Mario Buda murió en Savignano en 1963.